# Kurenbach (Hennef)

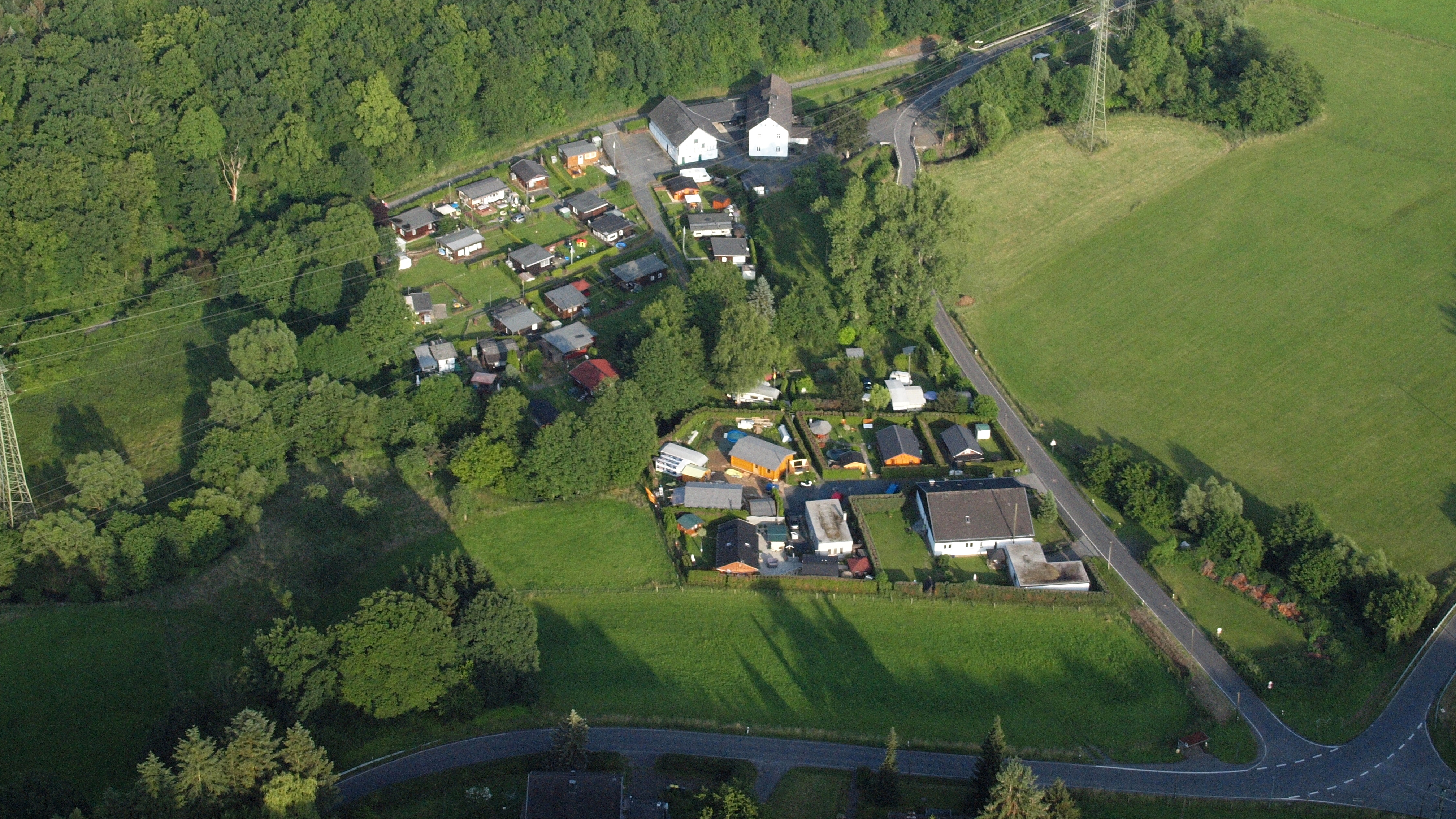
Kurenbach (Hennef), Luftaufnahme (2015)

Kurenbach ist ein Ortsteil der Stadt Hennef (Sieg) im Rhein-Sieg-Kreis in Nordrhein-Westfalen. Zu Kurenbach gehörte auch die ehemalige Blei- und Zinkgrube Silistria.

## Lage
Der Ort liegt in einer Höhe von 100 bis 130 Metern über N.N. auf den Hängen des Westerwaldes.

## Geschichte
1910 gab es in Kurenbach folgende Haushalte: Ackerin Witwe Georg Daas, Rentner Wilhelm Daas, Fabrikarbeiter und Ackerer Anton Kader, Ackerer Peter Kader, Fabrikschlosser Peter Josef Limbach, Wegearbeiter August Wagner und Gleisbauer Wilhelm Witt. Für die ehemalige Grube Silistria ist der Steinbrucharbeiter Philipp Weber verzeichnet.
Bis 1934 gehörte Kurenbach zur Gemeinde Geistingen.

## Bergbau
In Kurenbach wurde im 19. Jahrhundert Bergbau auf der Grube Silistria betrieben.